# باول هينريتش ثيودور مولر
باول هينريتش ثيودور مولر (بالألمانية: Paul Heinrich Theodor Müller)‏ هو عسكري ألماني، ولد في 31 يناير 1896 في كيل في ألمانيا، وتوفي في عقد 1950.